# G211国道

G211国道（G211こくどう/国道211線、G211線）は中華人民共和国の甘粛省寧夏回族自治区銀川市から陝西省西安市を結ぶ全長691kmの中国の国道である。簡称は銀陝線（ぎんせんせん）である。寧夏回族自治区、甘粛省、陝西省と3つの省及び自治区を経由する。銀川市から南西方向に向かって西安に達する。211国道は古いシルクロードの経路を辿っている。

## 里程表
| 直轄市、省、自治区 | 地級市、自治州、地区 | 県、県級市、市轄区 | 距離(km) | 注          |
| ------------------ | -------------------- | ------------------ | -------- | ----------- |
| 寧夏回族自治区     | 銀川市               | 銀川市             | 0        | 211国道起点 |
| 寧夏回族自治区     | 銀川市               | 永寧県             | 20       |             |
| 寧夏回族自治区     | 呉忠市               | 利通区             | 59       |             |
| 甘粛省             | 慶陽市               | 環県               | 263      |             |
| 甘粛省             | 慶陽市               | 西峰区             | 354      |             |
| 甘粛省             | 慶陽市               | 合水県             | 385      |             |
| 甘粛省             | 慶陽市               | 寧県               | 422      |             |
| 陝西省             | 咸陽市               | 旬邑県             | 536      |             |
| 陝西省             | 咸陽市               | 淳化県             | 607      |             |
| 陝西省             | 咸陽市               | 三原県             | 653      |             |
| 陝西省             | 西安市               | 西安市             | 691      | 211国道終点 |

## 主な接続路線

### 寧夏回族自治区
- G109国道 - 銀川市
- G110国道 - 銀川市
- G307国道 - 銀川市霊武市

### 甘粛省
- G309国道 - 慶陽市合水県板橋鎮
- G210国道 - 咸陽市三原県より西安市まで重複

### 陝西省
- G108国道 - 西安市
- G310国道（中国語版） - 西安市
- G312国道 - 西安市

## 註釈・参考資料
1. ↑  国家幹線公路査詢表
2. ↑  公路主骨架（新華網）
3. ↑  211国道到達主要城市（中国交通設施網）
4. ↑  211国道（一起旅遊網）
5. ↑  211国道—寧夏境内延用至今的古絲綢之路